# Onanì
Onanì (sardinski: Onanìe) je grad i općina (comune) u pokrajini Nuoru u regiji Sardiniji, Italija. Nalazi se na nadmorskoj visini od 482 metra i ima 391 stanovnika.
 Prostire se na 71,97 km². Gustoća naseljenosti je 5 st/km².
Susjedne općine su: Bitti, Galtellì, Irgoli, Lodè i Lula.